# Clubti
Clubti foi um programa de televisão brasileiro produzido e exibido pela TV Aparecida. O programa estreou no dia 20 de julho de 2009, sob o nome Clube do Tijolinho. De cunho educativo e infantojuvenil, já exibiu desenhos animados e séries tais como: Corneil y Bernie, Inspetor Bugiganga, Sushi Pack, Meu Amigo é um Gigante e Wheel Squad. A partir de 12 de outubro de 2015, exibiu desenhos animados e séries tais como: Anjinhos Crescidos, Ginger, Peixonauta, O Show da Luna, Jelly Jamm e As Aventuras de Eliot Kid. Desde o ínicio do programa, era aprensentado pelo boneco Tijolinho (dublado por Rafael Costa), personagem vindo da revista Devotos Mirins. Em 2021, o programa foi encerrado e substituído pelo programa Devotos Mirins Show.

## História
O programa estreou em meados de 2009 como uma atração destinada ao público infantil tendo desenhos educativos, quadros culinários e um quadro de orações. Seus primeiros desenhos eram Poko, Os Pezinhos Mágicos de Franny, As Aventuras Cósmicas de Gali e Nico e Mais Uma História. Mais tarde no começo de 2010 o programa se expandiu-se com a chegada de novos desenhos como Bananas de Pijamas, Mecanimais, Dalila e Júlio e uma esquete de artes do Professor Sassá, ganhando novos horários e ganhando mais audiência com o tempo.
Em outubro de 2011, com a chegada do dia das crianças o programa passou a ser reformulado tendo uma nova abertura, uma nova aparência pro Tijolinho sem contar a chegada de dois novos desenhos Corneil y Bernie e Meu Amigo é Um Gigante. Mais tarde teve a estreia da animação Wheel Squad (a princípio com o nome de Esquadrão Sobre Rodas) em 13 de agosto de 2012. No dia 6 de outubro teve a estreia das séries Inspetor Bugiganga e Sushi Pack na programação. No dia 13 de outubro foi a vez da estreia do Denis, o Pimentinha, além da chegada de vários quadros com os outros personagens da Revista Devotos Mirins. No dia 9 de setembro de 2013 teve a estreia mais duas animações: Anjinhos Crescidos e As Aventuras de Eliot Kid. Em 2014 não ocorreu nenhuma estreia, o que decepcionou seus fãs.
Em 2015 estreou no dia 12 de outubro os desenhos animados Ginger, Peixonauta, O Show da Luna e Jelly Jamm numa nova fase do programa. Nesta nova fase, o programa ganhou um novo cenário e novas vinhetas interpretadas por atores fantasiados como os personagens da revista Devotos Mirins.
Desde então o programa permaneceu sendo o mesmo, até em 2017 ter sido movido para ser transmitido apenas aos sábados ao meio dia.
No dia 28 de setembro de 2019, Ginger teve sua última exibição no Clubti, dando lugar a Rugrats no dia 5 de outubro.
Em 4 de Setembro de 2021, o bloco passa a se chamar Devotos Mirins Show, tendo uma nova aparência para o Tijolinho e para os personagens dos Devotos Mirins, um novo cenário, um novo personagem (um Padre) e estreia de um desenho animado religioso no programa.

## Atrações exibidas
- A Mansão Maluca do Professor Ambrósio
- Rugrats: Os Anjinhos
- Tromba Trem
- As Aventuras de Eliot
- As Aventuras Cósmicas de Gali e Nico
- Bananas de Pijamas
- Corneil y Bernie
- Dalila e Júlio
- Denis, o Pimentinha
- Ginger
- Inspetor Bugiganga
- Jelly Jamm
- Mais Uma História
- Mecanimais
- Meu Amigo É Um Gigante
- Os Pezinhos Mágicos de Franny
- Peixonauta
- Poko
- Rugrats Crescidos
- Show da Luna
- Sushi Pack
- Wheel Squad

## Quadros

### Atuais
- Hora da Catequese
- Testando 1,2,3
- Se Liga!
- Diga Xis!

### Antigos
- Conhecendo a Casa da Mãezinha
- Correio do Tijolinho
- Hora da Natureza
- Hora da Música
- Jogo Rápido
- Quiz?
- Vamos Rezar
- Viva a Brincadeira
- Você no Clubti
- Oração Para a Mãezinha

## Prêmios e indicações
| Ano  | Prêmio          | Categoria                | Resultado | Ref.  |
| ---- | --------------- | ------------------------ | --------- | ----- |
| 2015 | Troféu Internet | Melhor Programa Infantil | Indicado  | [ 6 ] |
| 2016 | Troféu Internet | Melhor Programa Infantil | Indicado  | [ 6 ] |